# Los Angeles Clippers 1998-1999
La stagione 1998-99 dei Los Angeles Clippers fu la 29ª nella NBA per la franchigia.
I Los Angeles Clippers arrivarono settimi nella Pacific Division della Western Conference con un record di 9-41, non qualificandosi per i play-off.

## Roster
| N° | Naz.                   | Ruolo | Sportivo           | Anno | Alt. | Peso |
| -- | ---------------------- | ----- | ------------------ | ---- | ---- | ---- |
| 5  | Stati Uniti (bandiera) | G     | Charles C. Smith   | 1975 | 193  | 194  |
| 6  | Stati Uniti (bandiera) | G     | Troy Hudson        | 1976 | 185  | 77   |
| 7  | Stati Uniti (bandiera) | A     | Lamond Murray      | 1973 | 201  | 107  |
| 8  | Stati Uniti (bandiera) | A     | Tyrone Nesby       | 1976 | 198  | 102  |
| 11 | Croazia (bandiera)     | C     | Stojko Vranković   | 1964 | 218  | 118  |
| 15 | Stati Uniti (bandiera) | G     | Darrick Martin     | 1971 | 180  | 77   |
| 20 | Stati Uniti (bandiera) | G     | Sherman Douglas    | 1966 | 183  | 82   |
| 23 | Stati Uniti (bandiera) | A     | Maurice Taylor     | 1976 | 206  | 118  |
| 24 | Stati Uniti (bandiera) | G     | Pooh Richardson    | 1966 | 185  | 82   |
| 26 | Stati Uniti (bandiera) | G     | James Robinson     | 1970 | 188  | 82   |
| 32 | Stati Uniti (bandiera) | A     | Brian Skinner      | 1976 | 206  | 116  |
| 33 | Stati Uniti (bandiera) | C     | Keith Closs        | 1976 | 221  | 96   |
| 34 | Nigeria (bandiera)     | C     | Michael Olowokandi | 1975 | 213  | 122  |
| 52 | Stati Uniti (bandiera) | GA    | Eric Piatkowski    | 1970 | 201  | 98   |
| 54 | Stati Uniti (bandiera) | A     | Rodney Rogers      | 1971 | 201  | 107  |
| 55 | Stati Uniti (bandiera) | AC    | Lorenzen Wright    | 1975 | 211  | 102  |

## Staff tecnico
- Allenatore: Chris Ford
- Vice-allenatori: Jim Brewer, Rex Kalamian, Jim Todd
- Preparatore atletico: Ray Melchiorre